# Мога (округ)
Мога (в.-пандж. ਮੋਗਾ ਜ਼ਿਲਾ; англ. Moga) — округ в индийском штате Пенджаб. Образован 24 ноября 1995 года из части территории округа Фаридкот. Административный центр — город Мога. Площадь округа — 2216 км². По данным всеиндийской переписи 2001 года население округа составляло 894 854 человека. Уровень грамотности взрослого населения составлял 63,5 %, что немного выше среднеиндийского уровня (59,5 %). Доля городского населения составляла 20 %.